# برنتون ریکارد
برنتون ریکارد (به انگلیسی: Brenton Rickard) (زادهٔ ۱۹ اکتبر ۱۹۸۳) شناگر اهل استرالیا است.